# Lista de cardeais-sobrinhos

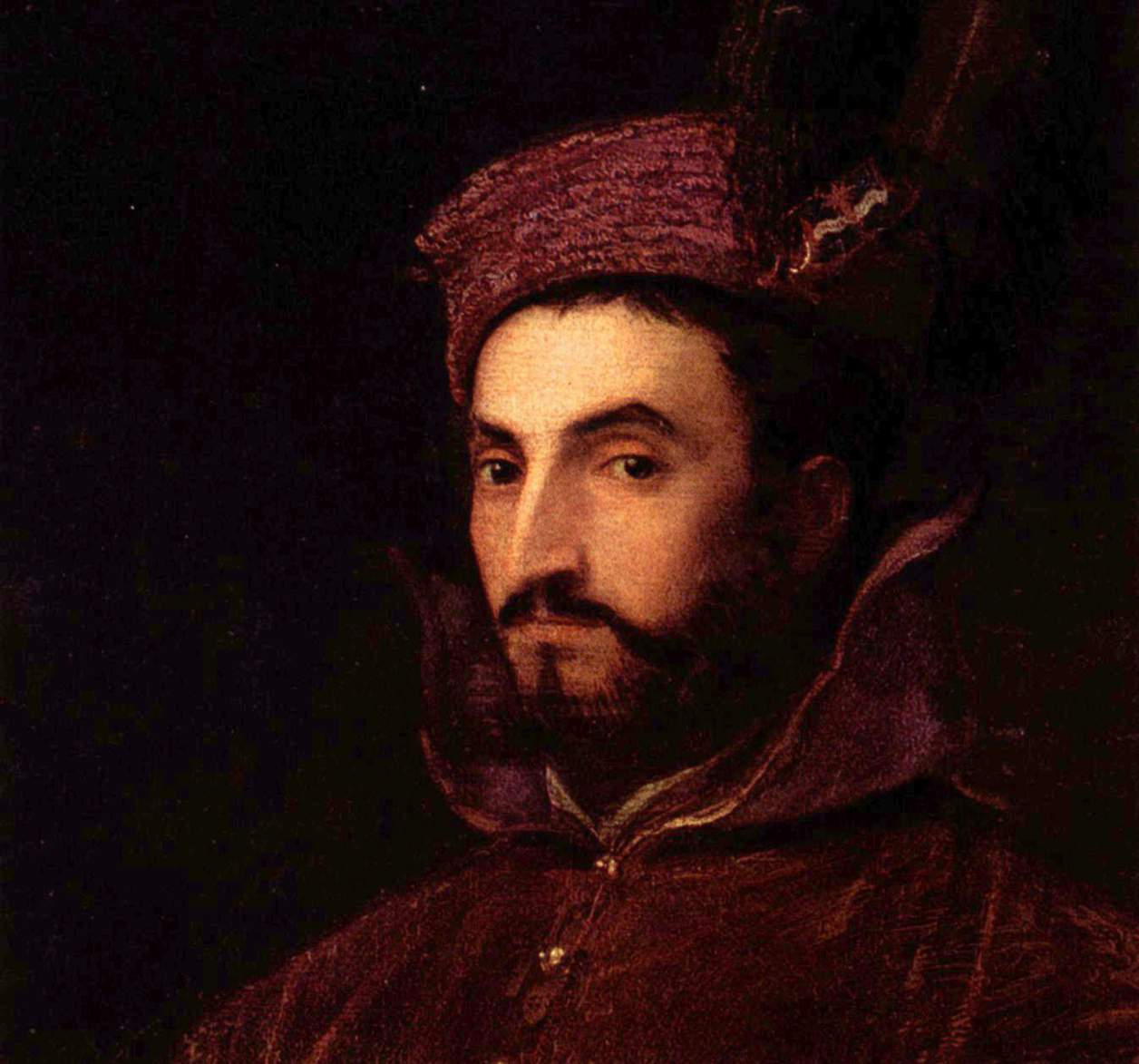
Hipólito de Médici, cardeal-sobrinho do Papa Clemente VII e filho ilegítimo de Juliano II de Médici

Um cardeal-sobrinho (em latim cardinalis nepos) é um cardeal elevado a esta dignidade eclesiástica por um Papa que é seu tio, ou, mais geralmente, seu parente. A prática da criação de cardeais-sobrinhos teve origem na Idade Média, e atingiu a máxima difusão durante os séculos XVI-XVII.

## Nota sobre os símbolos
Porque as indicações sobre os laços familiares dos papas e cardeais anteriores ao século XIV são muitas vezes bastante posteriores, algumas fontes indicam possíveis falhas de precisão e levantam algumas dúvidas. Assim, os nomes são assinalados com:
- , quando a existência de uma relação familiar suscita dúvidas, ou
- , quando a sua promoção ao cardinalato é duvidosa.

Os ocupantes do ofício curial de cardeal-sobrinho são marcados com †.

## Século XI

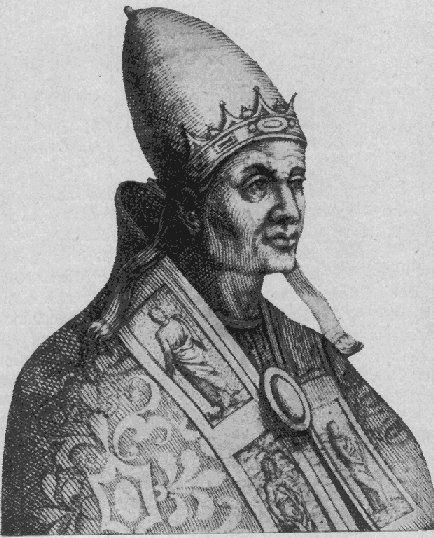
O Papa Bento VIII elevou o seu primo, irmão e sobrinho ao cardinalato.

| Papa                                  | Cardeais-sobrinhos              | Data de elevação       | Relação           | Notas                |
| ------------------------------------- | ------------------------------- | ---------------------- | ----------------- | -------------------- |
| Bento VIII (1012–1024)                | Lotário (ou Loctarius), seniore | circa 1015             | Primo             | [ 2 ] [ 3 ]          |
| Bento VIII (1012–1024)                | Giovanni                        | ,desc.                 | Irmão             | Futuro Papa João XIX |
| Bento VIII (1012–1024)                | Teofilatto                      | ,desc.                 | Sobrinho          | Futuro Papa Bento IX |
| João XIX (1024–1032)                  | Pietro                          | 1024                   | Primo             | [ 8 ]                |
| Bento IX (1032–1044, 1045, 1047–1048) | Giovanni                        | antes de abril de 1044 | Sobrinho          | [ 9 ]                |
| Alexandre II (1061–1073)              | Santo Anselmo de Lucca          | Circa 1062             | Irmão ou sobrinho | [ 10 ]               |
| Urbano II (1088–1099)                 | Odon de Châtillon               | Circa 1095             | Sobrinho          | [ 11 ] [ 12 ]        |

## Século XII

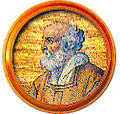
Papa João XIX, o primeiro cardeal-sobrinho eleito papa

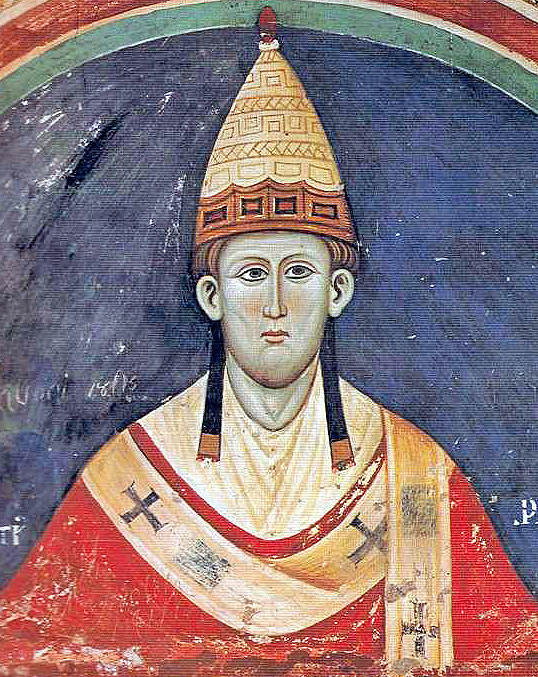
O Papa Inocêncio III criou o número sem precedentes de quatro cardeais-sobrinhos

| Papa                      | Cardeais-sobrinhos           | Data de elevação  | Relação           | Notas                     |
| ------------------------- | ---------------------------- | ----------------- | ----------------- | ------------------------- |
| Calisto II (1119–1124)    | Étienne de Bar               | 1120              | Sobrinho          | [ 13 ] [ n 1 ]            |
| Inocêncio II (1130–1143)  | Gregorio Papareschi          | 1134/1137         | Sobrinho          | [ 13 ] [ n 2 ]            |
| Inocêncio II (1130–1143)  | Pietro Papareschi            | 17 setembro 1143  | Irmão             | [ 13 ] [ n 3 ]            |
| Lúcio II (1144–1145)      | Ubaldo                       | 19 maio 1144      | Primo ou sobrinho | [ 13 ] [ n 4 ]            |
| Lúcio II (1144–1145)      | São Guarino de Palestrina    | 22 dezembro 1144  | Familiar          | [ 19 ] [ n 5 ]            |
| Anastácio IV (1153–1154)  | Gregorio                     | dezembro 1153     | Sobrinho          | [ 19 ]                    |
| Adriano IV (1154–1159)    | Boso Breakspear              | 21 dezembro 1156  | Sobrinho          | [ 22 ] [ 23 ]             |
| Lúcio III (1181–1185)     | Uberto Allucingoli           | Circa 1182        | Sobrinho          | [ 13 ] [ n 6 ]            |
| Lúcio III (1181–1185)     | Gerardo                      | 18 dezembro 1182  | Sobrinho          | [ n 7 ]                   |
| Clemente III (1187–1191)  | Lotario de' Conti            | 22 setembro 1190  | desc.             | Futuro Papa Inocêncio III |
| Clemente III (1187–1191)  | Niccolo Scolari              | 22 setembro 1190  | Sobrinho          | [ 32 ] [ n 9 ]            |
| Celestino III (1191–1198) | Bobo                         | 20 fevereiro 1193 | Familiar          | [ 35 ] [ 36 ]             |
| Celestino III (1191–1198) | Giovanni di San Paolo        | 20 fevereiro 1193 | Sobrinho          | [ 35 ] [ n 10 ]           |
| Inocêncio III (1198–1216) | Ugolino dei Conti di Segni   | 19 dezembro 1198  | Primo             | Futuro Papa Gregório IX   |
| Inocêncio III (1198–1216) | Giovanni dei Conti di Segni  | 3 junho 1200      | Primo             | [ 38 ]                    |
| Inocêncio III (1198–1216) | Ottaviano dei Conti di Segni | 27 maio 1206      | Primo             | [ 38 ]                    |
| Inocêncio III (1198–1216) | Stefano Conti                | 5 março 1216      | desc.             | [ 40 ]                    |

## Século XIII

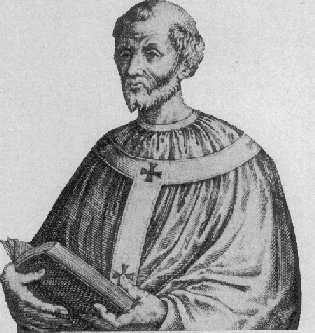
Papa Alexandre IV, cardeal-sobrinho de Gregório IX, ele próprio cardeal-sobrinho de Inocêncio III, que era cardeal-sobrinho de Clemente III

| Papa                       | Cardeais-sobrinhos                      | Data de elevação                      | Relação  | Notas                                           |
| -------------------------- | --------------------------------------- | ------------------------------------- | -------- | ----------------------------------------------- |
| Gregório IX (1227–1241)    | Rinaldo Conti                           | 18 de setembro de 1227                | desc.    | Futuro Papa Alexandre IV                        |
| Gregório IX (1227–1241)    | Niccolo Conti di Segni                  | dezembro de 1228                      | Sobrinho | [ 44 ] [ n 12 ]                                 |
| Gregório IX (1227–1241)    | Riccardo Annibaldeschi di Molaria       | 1238                                  | desc.    | [ 46 ]                                          |
| Inocêncio IV (1243–1254)   | Guglielmo Fieschi                       | 28 de maio de 1244                    | Sobrinho | [ 38 ] [ 41 ]                                   |
| Inocêncio IV (1243–1254)   | Ottobono Fieschi                        | dezembro de 1251                      | Sobrinho | Futuro Papa Adriano V                           |
| Urbano IV (1261–1264)      | Anchero Pantaleone                      | 22 de maio de 1262                    | Sobrinho | [ 38 ]                                          |
| Gregório X (1271–1276)     | Vicedomino de Vicedominis               | 3 de junho de 1273                    | desc.    | Futuro papa-eleito, morreu antes da proclamação |
| Gregório X (1271–1276)     | Giovanni Visconti                       | 1275                                  | desc.    | [ 49 ] [ n 13 ]                                 |
| Nicolau III (1277–1280)    | Latino Malabranca Orsini                | 12 de março de 1278                   | Sobrinho | [ 38 ]                                          |
| Nicolau III (1277–1280)    | Giordano Orsini                         | 12 de março de 1278                   | Irmão    | [ 38 ] [ 51 ]                                   |
| Honório IV (1285–1287)     | Giovanni Boccamazza                     | 22 de dezembro de 1285                | Familiar | [ 38 ]                                          |
| Nicolau IV (1288–1292)     | Pietro Colonna                          | 16 de maio de 1288                    | Familiar | [ 52 ] [ n 14 ]                                 |
| Bonifácio VIII (1294–1303) | Benedetto II Caetani                    | entre 23 de janeiro e 13 de maio 1295 | Sobrinho | [ 38 ] [ 56 ]                                   |
| Bonifácio VIII (1294–1303) | Giacomo Tomasi Caetani (Iacopo Tommasi) | 17 de dezembro de 1295                | desc.    | [ 38 ] [ 56 ]                                   |
| Bonifácio VIII (1294–1303) | Francesco Caetani                       | 17 de dezembro de 1295                | desc.    | [ 38 ] [ 56 ]                                   |
| Bonifácio VIII (1294–1303) | Leonardo Patrasso                       | 2 de março de 1300                    | Tio      | [ 38 ]                                          |

## Século XIV

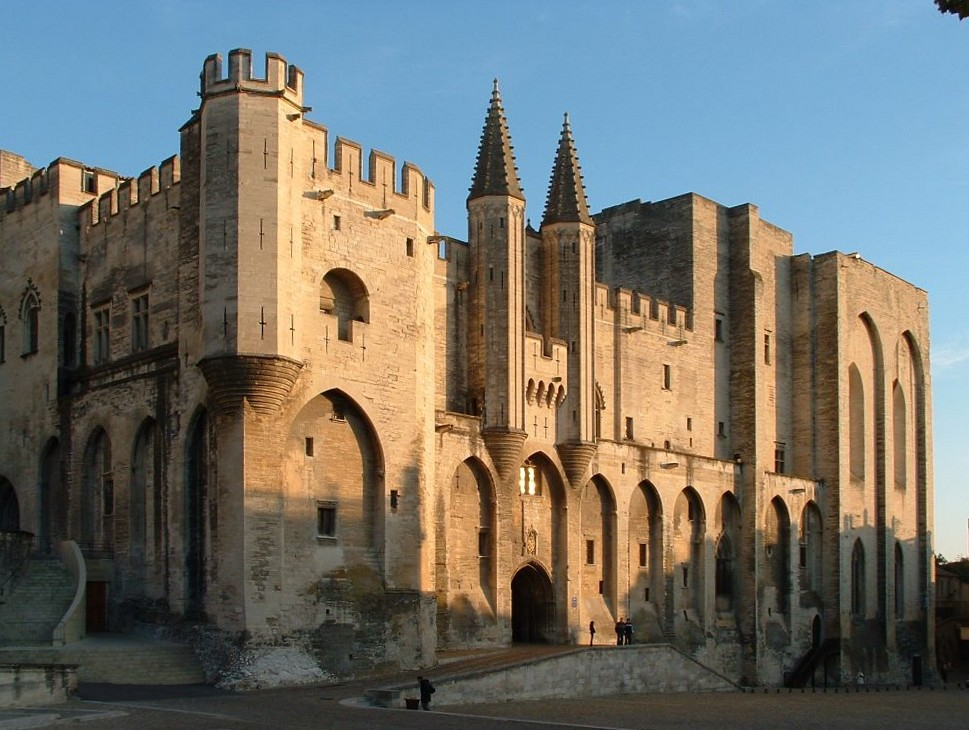
O Papado de Avinhão (1309–1377) produziu um número sem precedentes de cardeais-sobrinhos.

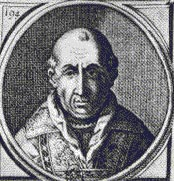
Papa Clemente V, o primeiro Papa de Avinhão, criou quatro ou cinco cardeais-sobrinhos no mesmo dia.

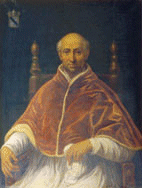
O Papa Clemente VI criou mais cardeais-sobrinhos que qualquer outro pontífice.

| Papa                                       | Cardeais-sobrinhos            | Data de elevação                       | Relação                                                 | Notas                                 |
| ------------------------------------------ | ----------------------------- | -------------------------------------- | ------------------------------------------------------- | ------------------------------------- |
| Clemente V (1305–1314)                     | Bérenger de Frédol            | 15 de dezembro de 1305                 | Sobrinho, filho de Guillaume de Frédol                  | [ 57 ] [ 58 ]                         |
| Clemente V (1305–1314)                     | Arnaud Frangier de Chanteloup | 15 de dezembro de 1305                 | Familiar próximo, possível sobrinho                     | [ 57 ]                                |
| Clemente V (1305–1314)                     | Arnaud de Pellegrue           | 15 de dezembro de 1305                 | Familiar próximo, possível sobrinho                     | [ 57 ]                                |
| Clemente V (1305–1314)                     | Raymond de Got                | 15 de dezembro de 1305                 | Sobrinho, filho de Arnaud Garcie de Got                 | [ 57 ]                                |
| Clemente V (1305–1314)                     | Guillaume Arrufat             | 15 de dezembro de 1305                 | Familiar próximo, possível sobrinho                     | [ 57 ]                                |
| Clemente V (1305–1314)                     | Raymond Guillaume des Forges  | 19 de dezembro de 1310                 | Sobrinho, filho da Marquesa de Got                      | [ 57 ]                                |
| Clemente V (1305–1314)                     | Bernard Jarre (ou Garve)      | 19 de dezembro de 1310                 | Familiar                                                | [ 57 ]                                |
| Clemente V (1305–1314)                     | Arnaud d'Aux                  | 23 de dezembro de 1312                 | Familiar                                                | [ 59 ]                                |
| Clemente V (1305–1314)                     | Bérenger de Frédol            | 23 de dezembro de 1312                 | Sobrinho-neto                                           | [ 57 ] [ 60 ]                         |
| João XXII (1316–1334)                      | Jacques de Via                | 17 ou 18 de dezembro de 1316           | Sobrinho, filho de Marie Duese                          | [ 57 ]                                |
| João XXII (1316–1334)                      | Gauscelin Jean d'Euse         | 17 ou 18 de dezembro de 1316           | Familiar                                                | [ 57 ]                                |
| João XXII (1316–1334)                      | Bertrand du Pouget            | 17 ou 18 de dezembro de 1316           | Familiar, possível sobrinho                             | [ 57 ] [ 62 ]                         |
| João XXII (1316–1334)                      | Arnaud de Via                 | 20 de junho de 1317                    | Sobrinho, filho de Marie Duese                          | [ 57 ]                                |
| João XXII (1316–1334)                      | Raymond Le Roux               | 19 ou 20 de dezembro de 1320           | Familiar próximo, possível sobrinho                     | [ 57 ] [ 63 ]                         |
| João XXII (1316–1334)                      | Jacques Fournier              | 18 de dezembro de 1327                 | Familiar desconhecido                                   | Futuro Papa Bento XII                 |
| João XXII (1316–1334)                      | Imbert Dupuis                 | 18 de dezembro de 1327                 | Familiar, possível sobrinho                             | [ 57 ] [ 65 ]                         |
| Bento XII (1334–1342)                      | Guillaume Court               | 18 de dezembro de 1338                 | Familiar do lado materno                                | [ 57 ] [ 66 ]                         |
| Clemente VI (1342–1352)                    |                               |                                        |                                                         |                                       |
| Aymeric de Chalus                          | 20 de setembro de 1342        | Primo                                  | [ 67 ]                                                  |                                       |
| Hugues Roger                               | 20 de setembro de 1342        | Irmão                                  | [ 57 ] [ 68 ]                                           |                                       |
| Adhémar Robert                             | 20 de setembro de 1342        | Primo ou sobrinho                      | [ 57 ]                                                  |                                       |
| Gérard Lagarde (ou Domar)                  | 20 de setembro de 1342        | Primo                                  | [ 57 ]                                                  |                                       |
| Bernard de la Tour                         | 20 de setembro de 1342        | Sobrinho                               | [ 57 ]                                                  |                                       |
| Guillaume de la Jugée (Guillaume II Roger) | 20 de setembro de 1342        | Sobrinho, filho de Guillaumette Rogier | [ 57 ] [ 68 ]                                           |                                       |
| Nicolas de Besse                           | 19 de maio de 1344            | Sobrinho, filho de Dauphine Roger      | [ 69 ]                                                  |                                       |
| Pierre-Roger de Beaufort                   | 28 ou 29 de maio de 1348      | Sobrinho                               | Futuro Papa Gregório XI                                 |                                       |
| Raymond de Canillac                        | 17 de dezembro de 1350        | Sobrinho                               | [ 57 ]                                                  |                                       |
| Guillaume d'Aigrefeuille, seniore          | 17 de dezembro de 1350        | Primo                                  | [ 71 ]                                                  |                                       |
| Pierre de Cros                             | 17 de dezembro de 1350        | Primo ou sobrinho                      | [ 57 ]                                                  |                                       |
| Inocêncio VI (1352–1362)                   | Andouin Aubert                | 15 de fevereiro de 1353                | Sobrinho, filho de Guy Aubert                           | [ 57 ]                                |
| Inocêncio VI (1352–1362)                   | Pierre de Salvete Monteruc    | 23 de dezembro de 1356                 | Sobrinho do lado materno                                | [ 57 ]                                |
| Inocêncio VI (1352–1362)                   | Etienne Aubert, iuniore       | 17 de setembro de 1361                 | Sobrinho-neto                                           | [ 57 ]                                |
| Urbano V (1362–1370)                       | Angelic de Grimoard           | 18 de setembro de 1366                 | Irmão                                                   | [ 57 ]                                |
| Urbano V (1362–1370)                       | Pierre d'Estaing              | 7 de junho de 1370                     | Familiar                                                | [ 72 ]                                |
| Gregório XI (1370–1378)                    | Jean de Cros                  | 30 de maio de 1371                     | Sobrinho ou primo                                       | [ 57 ]                                |
| Gregório XI (1370–1378)                    | Jean de La Tour               | 30 de maio de 1371                     | Cunhado da sobrinha                                     | [ 73 ]                                |
| Gregório XI (1370–1378)                    | Pierre de la Jugée (ouJ ugie) | 20 de dezembro de 1375                 | Primo                                                   | [ 57 ]                                |
| Gregório XI (1370–1378)                    | Guy de Malesec                | 20 de dezembro de 1375                 | Sobrinho do lado materno                                | [ 74 ]                                |
| Gregório XI (1370–1378)                    | Gérard de Puy                 | 20 de dezembro de 1375                 | Primo ou sobrinho                                       | [ 57 ]                                |
| Urbano VI (1378–1389)                      | Francesco Moricotti           | 18 de setembro de 1378                 | Sobrinho                                                | [ 75 ]                                |
| Urbano VI (1378–1389)                      | Filippo Carafa della Serra    | 18 de setembro de 1378                 | Familiar                                                | [ 76 ]                                |
| Urbano VI (1378–1389)                      | Francesco Renzio              | 21 de dezembro de 1381                 | Familiar distante                                       | [ 76 ] [ 77 ]                         |
| Urbano VI (1378–1389)                      | Pietro Tomacelli              | 21 de dezembro de 1381                 | Familiar distante                                       | Futuro Papa Bonifácio IX              |
| Urbano VI (1378–1389)                      | Tommaso Orsini                | c. 1383                                | Familiar                                                | [ 76 ]                                |
| Urbano VI (1378–1389)                      | Rinaldo Brancaccio            | 17 de dezembro de 1384                 | Familiar                                                | [ 76 ]                                |
| Urbano VI (1378–1389)                      | Marino Bulcani                | 17 de dezembro de 1384                 | Familiar distante, sobrinho do cardeal Francesco Renzio | [ 76 ] [ 78 ]                         |
| Bonifácio IX (1389–1404)                   | Enrico Minutoli               | 18 de dezembro de 1389                 | Familiar distante                                       | [ 79 ]                                |
| Bonifácio IX (1389–1404)                   | Cosimo Migliorati             | 18 de dezembro de 1389                 | Familiar distante                                       | Futuro Papa Inocêncio VII (1404–1406) |
| Bonifácio IX (1389–1404)                   | Baldassare Cossa              | 27 de fevereiro de 1402                | Familiar                                                | Futuro Antipapa João XXIII            |

## Século XV

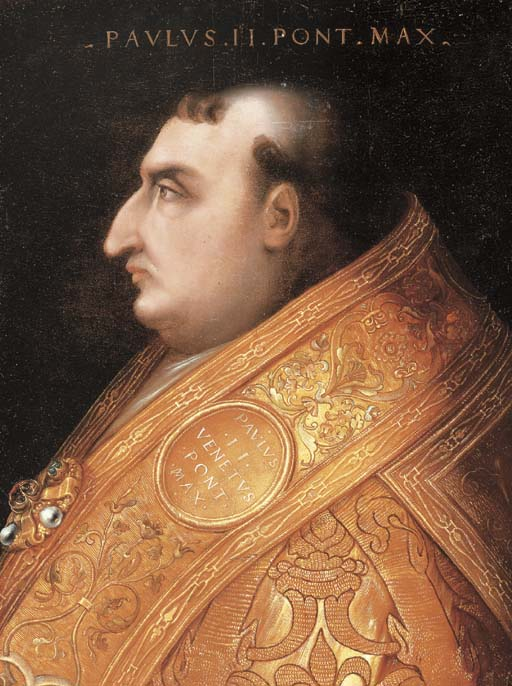
O Papa Paulo II era cardeal-sobrinho do Papa Eugénio IV, que era cardeal-sobrinho do Papa Gregório XII.

| Papa                       | Cardeais-sobrinhos                      | Data de elevação                                          | Relação                                          | Notas                            |
| -------------------------- | --------------------------------------- | --------------------------------------------------------- | ------------------------------------------------ | -------------------------------- |
| Inocêncio VII (1404–1406)  | Giovanni Migliorati                     | 12 de junho de 1405                                       | Sobrinho                                         | [ 81 ]                           |
| Gregório XII (1406–1415)   | Antonio Correr                          | 9 de maio de 1408                                         | Sobrinho, filho de Filippo Correr                | [ 81 ]                           |
| Gregório XII (1406–1415)   | Gabriele Condulmer                      | 9 de maio de 1408                                         | Sobrinho, filho de Beriola Correr                | Futuro Papa Eugénio IV           |
| Gregório XII (1406–1415)   | Angelo Barbarigo                        | 19 de setembro de 1408                                    | sobrinho, filho de Caterina Correr               | [ 82 ]                           |
| Martinho V (1417–1431)     | Prospero Colonna                        | 24 de maio de 1426 In pectore 8 de novembro de 1430       | Sobrinho, filho de Lorenzo Onofrio Colonna       | [ 81 ]                           |
| Eugénio IV (1431–1447)     | Francesco Condulmer                     | 19 de setembro de 1431                                    | Sobrinho                                         | [ 82 ]                           |
| Eugénio IV (1431–1447)     | Pietro Barbo                            | 1 de julho de 1440                                        | Sobrinho, filho de Polissena Condulmer           | Futuro Papa Paulo II             |
| Nicolau V (1447–1455)      | Filippo Calandrini                      | 20 de dezembro de 1448                                    | Meio-irmão                                       | [ 81 ]                           |
| Calisto III (1455–1458)    | Luis Juan de Milà y Borja               | 20 de fevereiro de 1456 In pectore 17 de setembro de 1456 | Sobrinho                                         | [ 81 ]                           |
| Calisto III (1455–1458)    | Rodrigo Borgia                          | 20 de fevereiro de 1456 In pectore 17 de setembro de 1456 | Sobrinho                                         | Futuro Papa Alexandre VI         |
| Pio II (1458–1464)         | Francesco Piccolomini                   | 5 de março de 1460                                        | Sobrinho                                         | Futuro Papa Pio III              |
| Pio II (1458–1464)         | Niccolò Fortiguerra                     | 5 de março de 1460                                        | Familiar pelo lado materno                       | [ 81 ]                           |
| Pio II (1458–1464)         | Giacomo Ammannati-Piccolomini           | 18 de dezembro de 1461                                    | Adotado                                          | [ 81 ]                           |
| Paulo II (1464–1471)       | Marco Barbo                             | 18 de setembro de 1467                                    | Desconhecida                                     | [ 81 ]                           |
| Paulo II (1464–1471)       | Giovanni Battista Zeno                  | 21 de novembro de 1468                                    | Desconhecida                                     | [ 81 ]                           |
| Paulo II (1464–1471)       | Giovanni Michiel                        | 21 de novembro de 1468                                    | Desconhecida                                     | [ 81 ]                           |
| Sisto IV (1471–1484)       | Pietro Riario                           | 16 de dezembro de 1471                                    | Desconhecida                                     | [ 81 ]                           |
| Sisto IV (1471–1484)       | Giuliano della Rovere                   | 16 de dezembro de 1471                                    | Desconhecida                                     | Futuro Papa Júlio II             |
| Sisto IV (1471–1484)       | Girolamo Basso della Rovere             | 10 de dezembro de 1477                                    | Desconhecida                                     | [ 81 ]                           |
| Sisto IV (1471–1484)       | Raffaele Riario                         | 10 de dezembro de 1477                                    | Desconhecida                                     | [ 81 ]                           |
| Sisto IV (1471–1484)       | Cristoforo della Rovere                 | 10 de dezembro de 1477                                    | Desconhecida                                     | [ 81 ]                           |
| Sisto IV (1471–1484)       | Domenico della Rovere                   | 10 de fevereiro de 1478                                   | Desconhecida                                     | [ 81 ]                           |
| Inocêncio VIII (1484–1492) | Lorenzo Cybo de Mari                    | 9 de março de 1489                                        | Desconhecida                                     | [ 81 ]                           |
| Inocêncio VIII (1484–1492) | Giovanni de' Medici                     | 9 de março de 1489                                        | Familiar                                         | Futuro Papa Leão X               |
| Inocêncio VIII (1484–1492) | Pantaleone Cybo                         | 9 de março de 1489 in pectore                             | Sobrinho                                         | [ 84 ]                           |
| Inocêncio VIII (1484–1492) | Niccolo Cybo                            | 9 de março de 1489 in pectore                             | Sobrinho                                         | [ 84 ]                           |
| Alexandre VI (1492–1503)   | Juan de Borja Lanzol de Romaní, o Maior | 31 de agosto de 1492                                      | Filho do primo                                   | [ 81 ]                           |
| Alexandre VI (1492–1503)   | Cesare Borgia                           | 20 de setembro de 1493                                    | Filho                                            | Resignou em 18 de agosto de 1498 |
| Alexandre VI (1492–1503)   | Giuliano Cesarini, iuniore              | 20 de setembro de 1493                                    | Cunhado da filha, Gerolama Borgia                | [ 86 ]                           |
| Alexandre VI (1492–1503)   | Juan de Borja Lanzol de Romaní, o Novo  | 19 de fevereiro de 1496                                   | Sobrinho-neto                                    | [ 81 ]                           |
| Alexandre VI (1492–1503)   | Amanieu d'Albret                        | 20 de março de 1500                                       | Cunhado de Cesare Borgia                         | [ 87 ]                           |
| Alexandre VI (1492–1503)   | Pedro Luis de Borja Lanzol de Romaní    | 20 de março de 1500                                       | Sobrinho-neto                                    | [ 81 ]                           |
| Alexandre VI (1492–1503)   | Francisco de Borja                      | 28 de setembro de 1500                                    | Relação incerta                                  | [ 88 ]                           |
| Alexandre VI (1492–1503)   | Juan de Vera                            | 28 de setembro de 1500                                    | Familiar                                         | [ 88 ]                           |
| Alexandre VI (1492–1503)   | Juan Castellar y de Borja               | 31 de maio de 1503                                        | Primo de Juan de Borja Lanzol de Romaní, o Velho | [ 89 ]                           |
| Alexandre VI (1492–1503)   | Francisco Lloris y de Borja             | 31 de maio de 1503                                        | Sobrinho-neto                                    | [ 89 ]                           |

## Século XVI

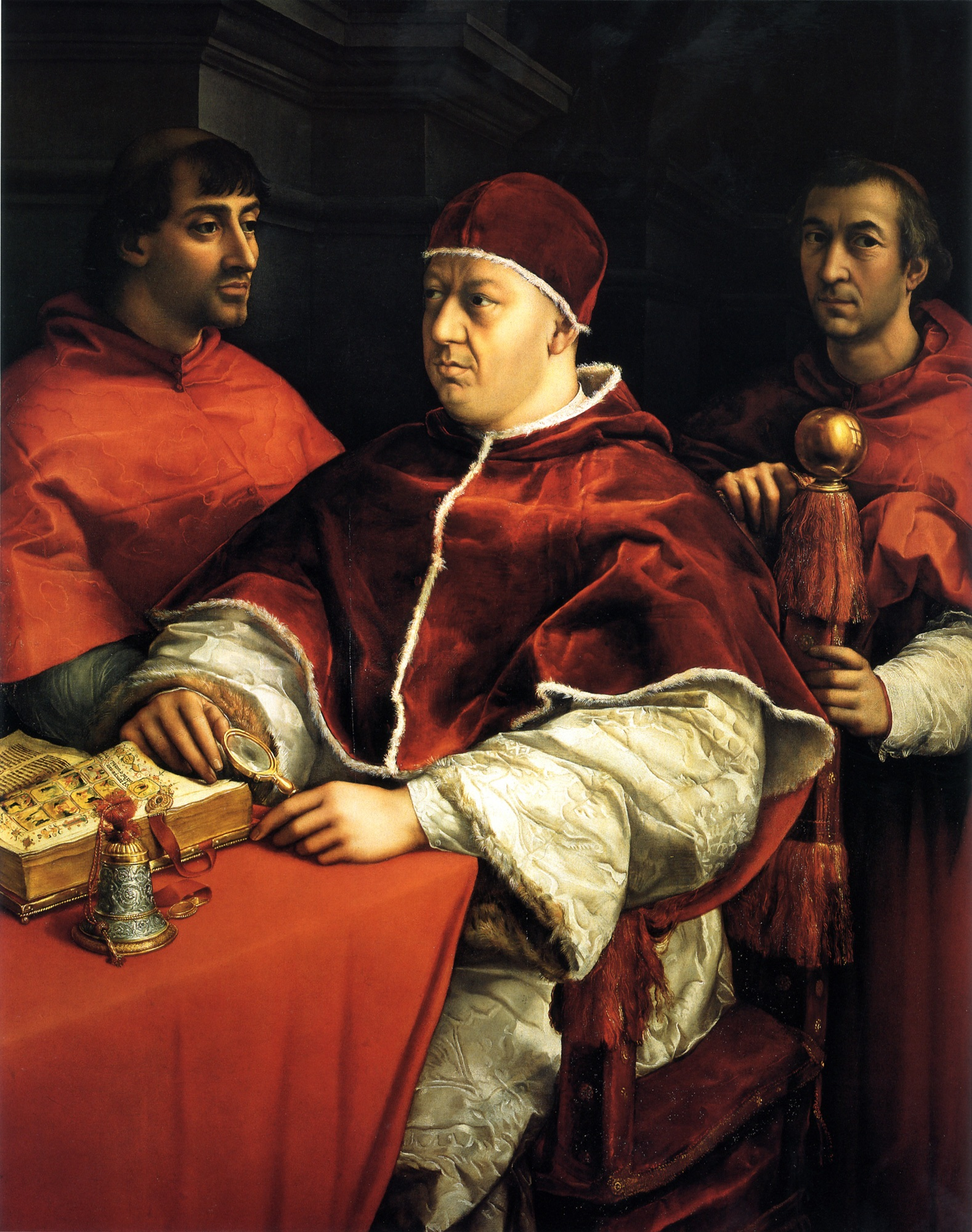
Papa Leão X com os primos Giulio de' Medici (esq., futuro Papa Clemente VII) e Luigi de' Rossi (dir.), que elevou a cardeais

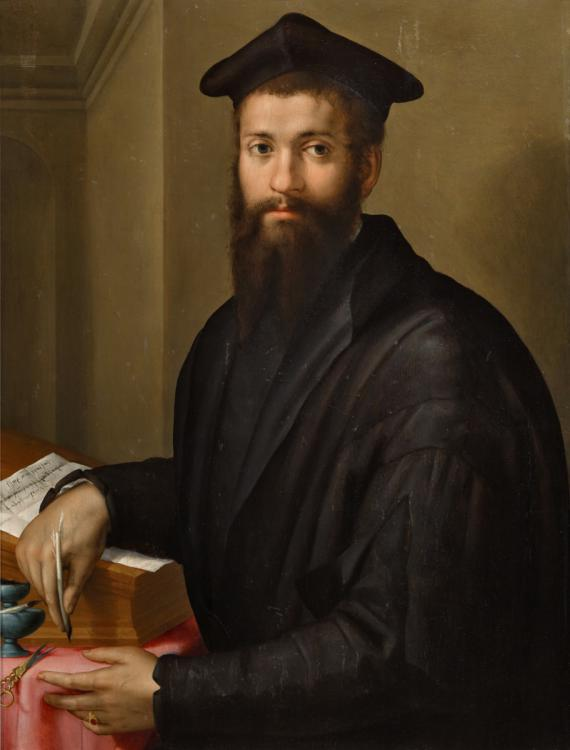
Giovanni Salviati

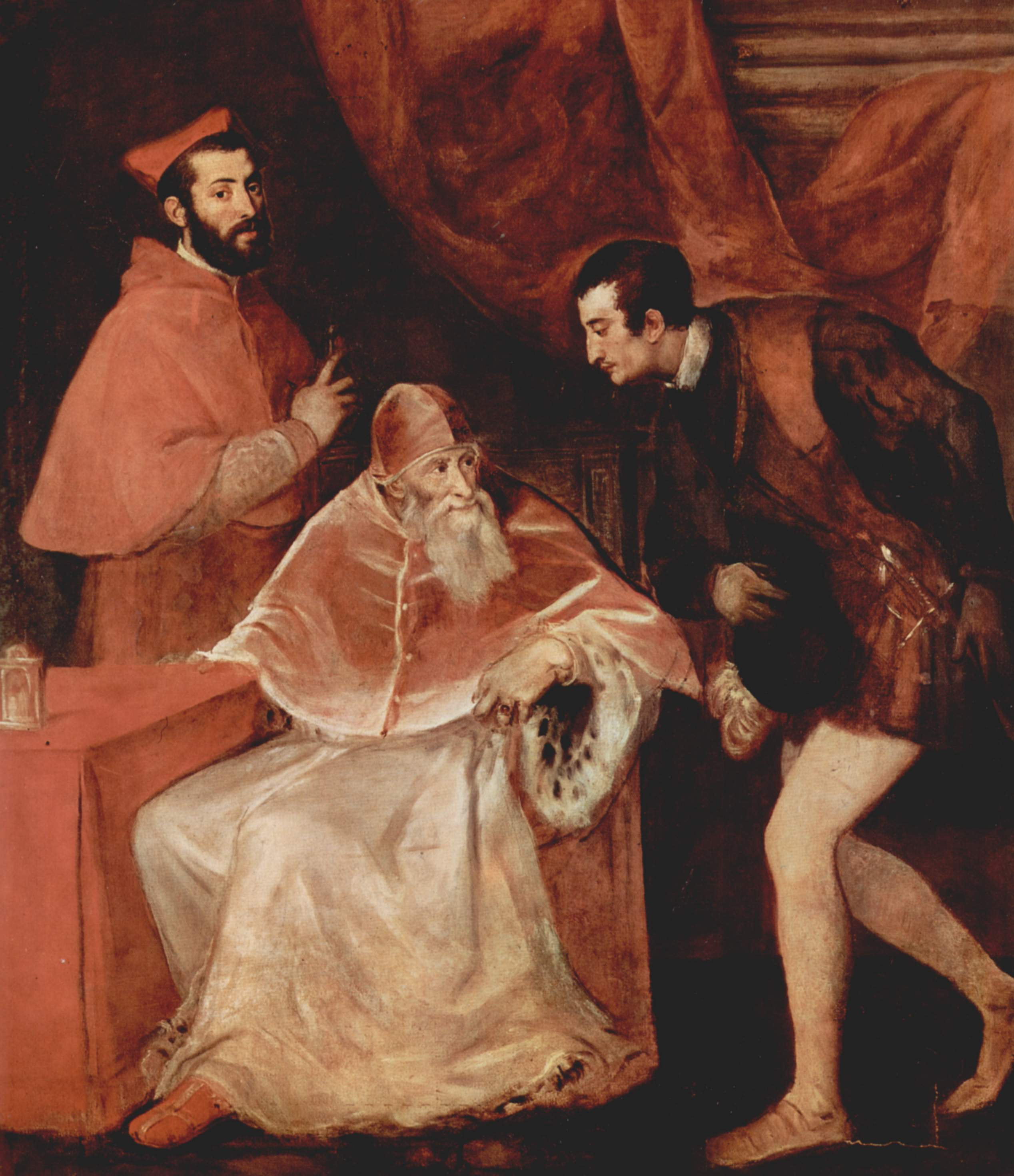
Papa Paulo III com o seu cardeal sobrinho Alessandro Farnese (esq.) e o seu neto (dir.), Ottavio Farnese

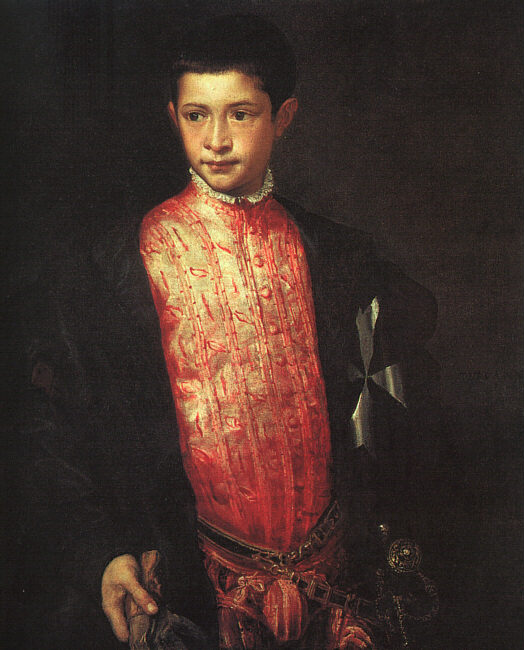
Ranuccio Farnese foi elevado a cardeal por Paulo III aos 15 anos de idade.

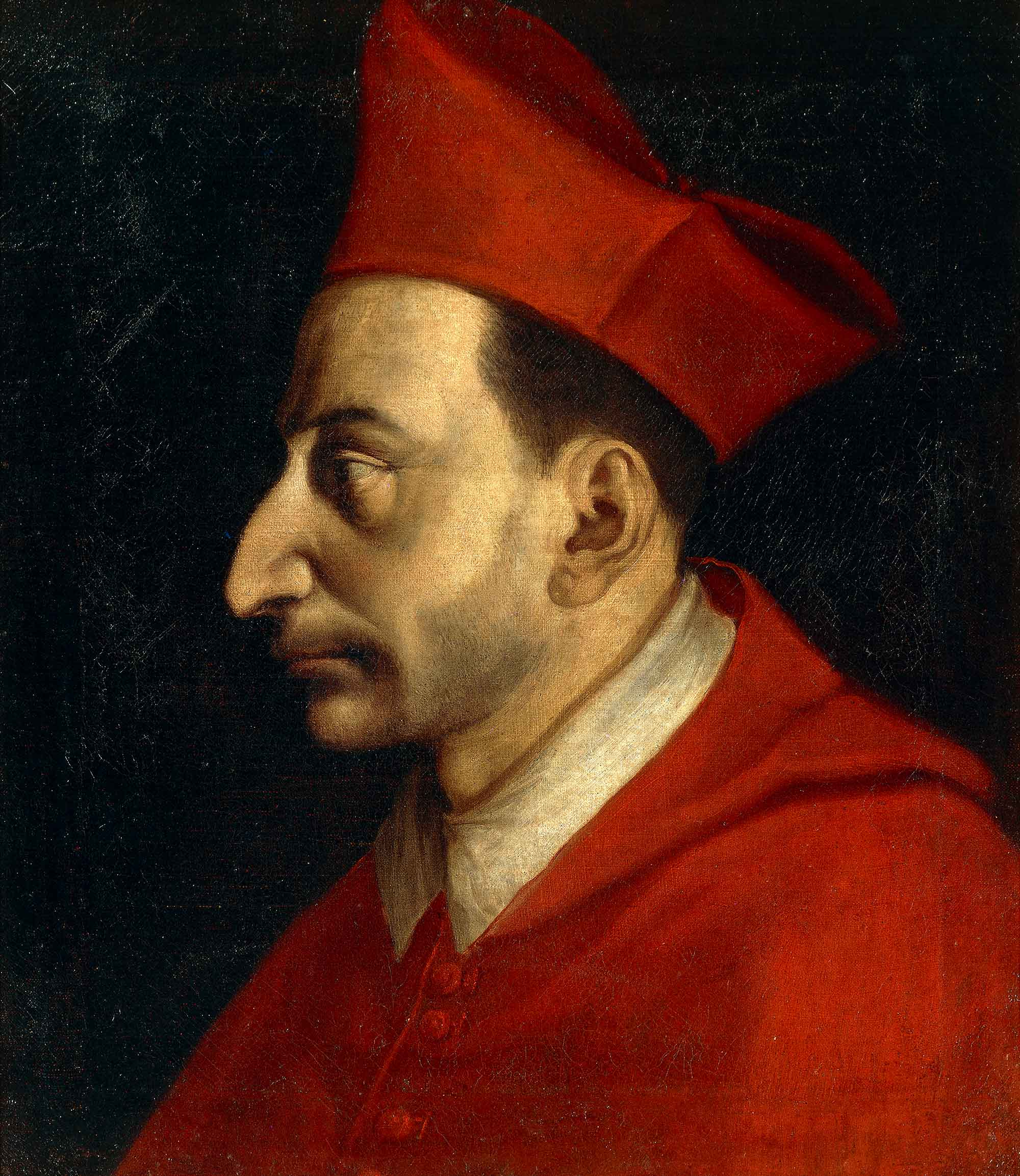
Carlos Borromeu, um dos raros cardeais-sobrinhos canonizados.

| Papa                      | Cardeais-sobrinhos                                     | Data de elevação                                      | Relação                                                                                             | Notas                    |
| ------------------------- | ------------------------------------------------------ | ----------------------------------------------------- | --------------------------------------------------------------------------------------------------- | ------------------------ |
| Júlio II (1503–1513)      | Clemente Grosso della Rovere                           | 29 de novembro de 1503                                | Desconhecida                                                                                        | [ 90 ]                   |
| Júlio II (1503–1513)      | Galeotto Franciotti della Rovere                       | 29 de novembro de 1503                                | Desconhecida                                                                                        | [ 90 ]                   |
| Júlio II (1503–1513)      | Marco Vigerio della Rovere                             | 1 de dezembro de 1505                                 | Familiar distante                                                                                   | [ 90 ]                   |
| Júlio II (1503–1513)      | Leonardo Grosso della Rovere                           | 1 de dezembro de 1505                                 | Primo                                                                                               | [ 90 ]                   |
| Júlio II (1503–1513)      | Sisto Gara della Rovere                                | 11 de setembro de 1507                                | Desconhecida                                                                                        | [ 90 ]                   |
| Leão X (1513–1521)        | Giulio de' Medici                                      | 23 de setembro de 1513                                | Primo                                                                                               | Futuro Papa Clemente VII |
| Leão X (1513–1521)        | Inocêncio Cybo                                         | 23 de setembro de 1513                                | Sobrinho                                                                                            | [ 90 ]                   |
| Leão X (1513–1521)        | Luigi de' Rossi                                        | 1 de julho de 1517                                    | Primo                                                                                               | [ 91 ]                   |
| Leão X (1513–1521)        | Francesco Armellini Pantalassi de' Medici              | 1 de julho de 1517                                    | Adotado como filho                                                                                  | [ 91 ]                   |
| Leão X (1513–1521)        | Franciotto Orsini                                      | 1 de julho de 1517                                    | Filho de Orso Orsini di Monteredondo                                                                | [ 91 ]                   |
| Leão X (1513–1521)        | Giovanni Salviati                                      | 1 de julho de 1517                                    | Filho de Lucrezia de' Medici                                                                        | [ 91 ]                   |
| Leão X (1513–1521)        | Niccolò Ridolfi                                        | 1 de julho de 1517                                    | Filho de Contessina de' Medici                                                                      | [ 91 ]                   |
| Clemente VII (1523–1534)  | Niccolò Gaddi                                          | 3 de maio de 1527                                     | Familiar por Catarina de Médici                                                                     | [ 92 ]                   |
| Clemente VII (1523–1534)  | Hipólito de Médici                                     | 10 de janeiro de 1529                                 | Filho ilegítimo de Juliano II de Médici                                                             | [ 93 ]                   |
| Paulo III (1534–1549)     | Alessandro Farnese                                     | 18 de dezembro de 1534                                | Neto                                                                                                | [ 85 ] [ 90 ]            |
| Paulo III (1534–1549)     | Guido Ascanio Sforza di Santa Fiora                    | 18 de dezembro de 1534                                | Neto                                                                                                | [ 90 ]                   |
| Paulo III (1534–1549)     | Niccolò Caetani                                        | 22 de dezembro de 1536 In pectore 13 de março de 1538 | Filho do primo                                                                                      | [ 90 ]                   |
| Paulo III (1534–1549)     | Tiberio Crispo                                         | 19 de dezembro de 1544                                | Irmão, pelo lado materno, da filha do Papa, Costanza Farnese, e possível filho natural de Paulo III | [ 94 ]                   |
| Paulo III (1534–1549)     | Ranuccio Farnese                                       | 16 de dezembro de 1545                                | Neto                                                                                                | [ 90 ]                   |
| Paulo III (1534–1549)     | Giulio Feltre della Rovere                             | 27 de julho de 1547                                   | Familiar                                                                                            | [ 95 ]                   |
| Júlio III (1550–1555)     | Innocenzo Ciocchi Del Monte                            | 30 de maio de 1550                                    | Adotado                                                                                             | [ 90 ]                   |
| Júlio III (1550–1555)     | Cristoforo Guidalotti Ciocchi del Monte                | 20 de novembro de 1551                                | Primo                                                                                               | [ 90 ]                   |
| Júlio III (1550–1555)     | Fulvio Giulio della Corgna                             | 20 de novembro de 1551                                | Sobrinho do lado materno                                                                            | [ 96 ]                   |
| Júlio III (1550–1555)     | Roberto de Nobili                                      | 22 de dezembro de 1553                                | Sobrinho-neto                                                                                       | [ 90 ]                   |
| Júlio III (1550–1555)     | Girolamo Simoncelli                                    | 22 de dezembro de 1553                                | Sobrinho-neto                                                                                       | [ 90 ]                   |
| Paulo IV (1555–1559)      | Carlo Carafa                                           | 7 de junho de 1555                                    | Desconhecida                                                                                        | [ 97 ]                   |
| Paulo IV (1555–1559)      | Diomede Carafa                                         | 20 de dezembro de 1555                                | Familiar                                                                                            | [ 90 ]                   |
| Paulo IV (1555–1559)      | Alfonso Carafa                                         | 15 de março de 1557                                   | Sobrinho-neto                                                                                       | [ 98 ]                   |
| Pio IV (1559–1565)        | Giovanni Antonio Serbelloni                            | 31 de janeiro de 1560                                 | Primo de Carlos Borromeu                                                                            | [ 99 ]                   |
| Pio IV (1559–1565)        | S. Carlos Borromeu                                     | 31 de janeiro de 1560                                 | Sobrinho                                                                                            | [ 90 ] [ 100 ]           |
| Pio IV (1559–1565)        | Mark Sittich von Hohenems (ou Marco Sittico d'Altemps) | 26 de fevereiro de 1561                               | Sobrinho                                                                                            | [ 90 ] [ 101 ]           |
| Pio IV (1559–1565)        | Alfonso Gesualdo                                       | 26 de fevereiro de 1561                               | Cunhado de Carlos Borromeu                                                                          | [ 102 ]                  |
| Pio IV (1559–1565)        | Gianfrancesco Gambara                                  | 26 de fevereiro de 1561                               | Meio-irmão de Carlos Borromeu                                                                       | [ 102 ]                  |
| Pio IV (1559–1565)        | Francesco Alciati                                      | 12 March 1565                                         | Familiar                                                                                            | [ 103 ]                  |
| Pio IV (1559–1565)        | Guido Luca Ferraro                                     | 12 March 1565                                         | Primo de Carlos Borromeu                                                                            | [ 103 ]                  |
| Pio IV (1559–1565)        | Giovanni Francesco Commendone                          | 12 March 1565                                         | Familiar                                                                                            | [ 103 ]                  |
| Pio V (1566–1572)         | Michele Bonelli†                                       | 6 de março de 1566                                    | Sobrinho-neto                                                                                       | [ 104 ]                  |
| Pio V (1566–1572)         | Girolamo Rusticucci                                    | 17 de maio de 1570                                    | Familiar                                                                                            | [ 105 ]                  |
| Gregório XIII (1572–1585) | Filippo Boncompagni†                                   | 2 de junho de 1572                                    | Sobrinho                                                                                            | [ 106 ]                  |
| Gregório XIII (1572–1585) | Filippo Guastavillani                                  | 5 de julho de 1574                                    | Desconhecida                                                                                        | [ 90 ]                   |
| Gregório XIII (1572–1585) | Francesco Sforza                                       | 12 de dezembro de 1583                                | Familiar pela irmã Costanza, nora do papa                                                           | [ 107 ]                  |
| Sisto V (1585–1590)       | Alessandro Peretti di Montalto†                        | 13 de março de 1585                                   | Desconhecida                                                                                        | [ 90 ] [ 108 ]           |
| Gregório XIV (1590–1591)  | Paolo Emilio Sfondrati†                                | 19 de dezembro de 1590                                | Desconhecida                                                                                        | [ 109 ]                  |
| Gregório XIV (1590–1591)  | Flaminio Piatti                                        | 6 de março de 1591                                    | Familiar                                                                                            | [ 110 ]                  |
| Inocêncio IX (1591)       | Giovanni Antonio Facchinetti de Nuce†                  | 18 de dezembro de 1591                                | Sobrinho-neto                                                                                       | [ 90 ]                   |
| Clemente VIII (1592–1605) | Pietro Aldobrandini†                                   | 17 de setembro de 1593                                | Desconhecida                                                                                        | [ 111 ] [ 112 ]          |
| Clemente VIII (1592–1605) | Cinzio Passeri Aldobrandini†                           | 17 de setembro de 1593                                | Desconhecida                                                                                        | [ 113 ]                  |
| Clemente VIII (1592–1605) | Silvestro Aldobrandini                                 | 17 de setembro de 1603                                | Sobrinho-neto                                                                                       | [ 90 ]                   |
| Clemente VIII (1592–1605) | Giovanni Battista Deti                                 | 3 de março de 1599                                    | Familiar                                                                                            | [ 114 ]                  |
| Clemente VIII (1592–1605) | Bonifazio Bevilacqua Aldobrandini                      | 3 de março de 1599                                    | Adotado quando já era cardeal em 3 de abril de 1601                                                 | [ 114 ]                  |

## Século XVII

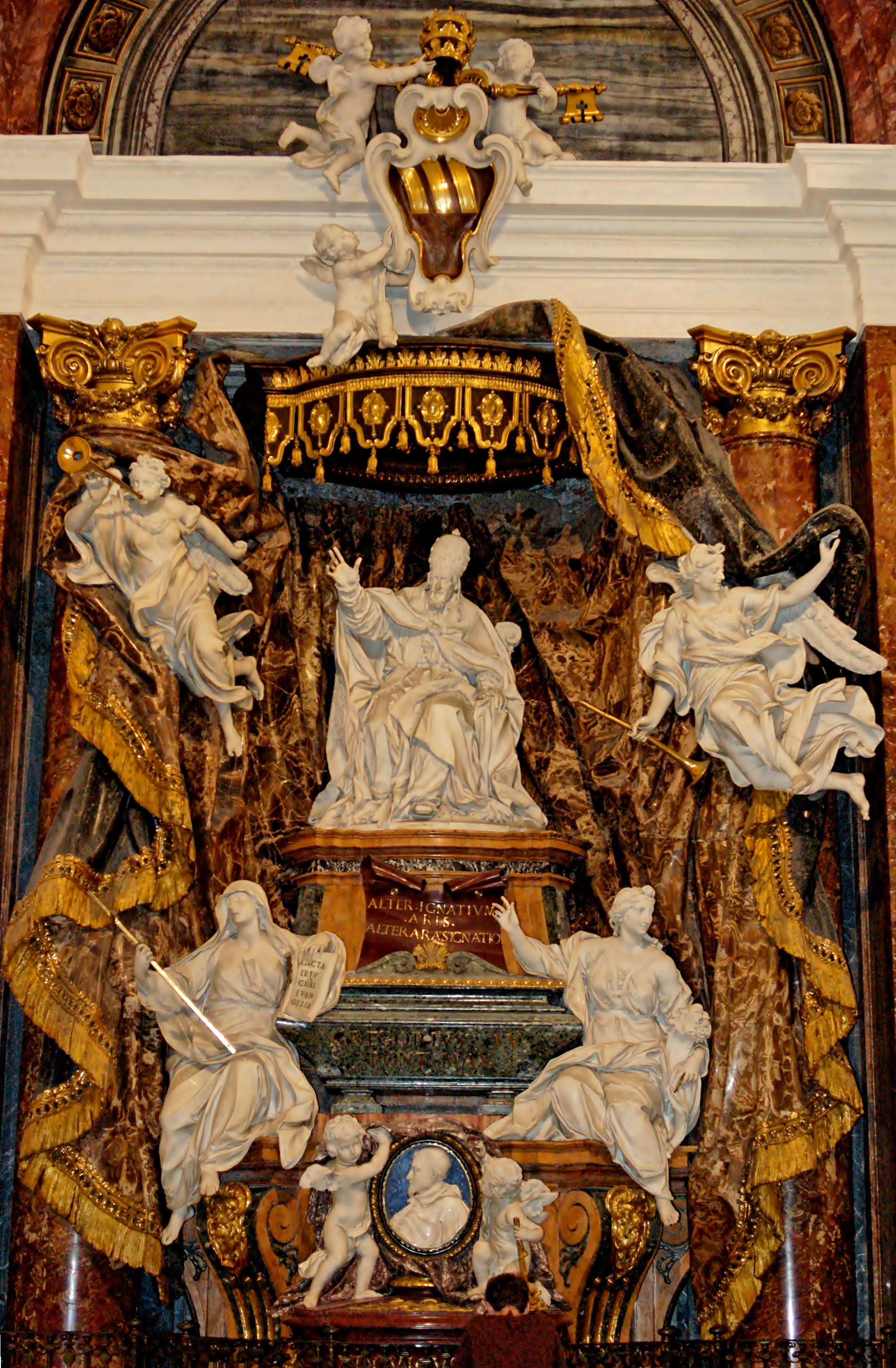
Túmulo de Gregório XV e seu cardeal-sobrinho Ludovico Ludovisi

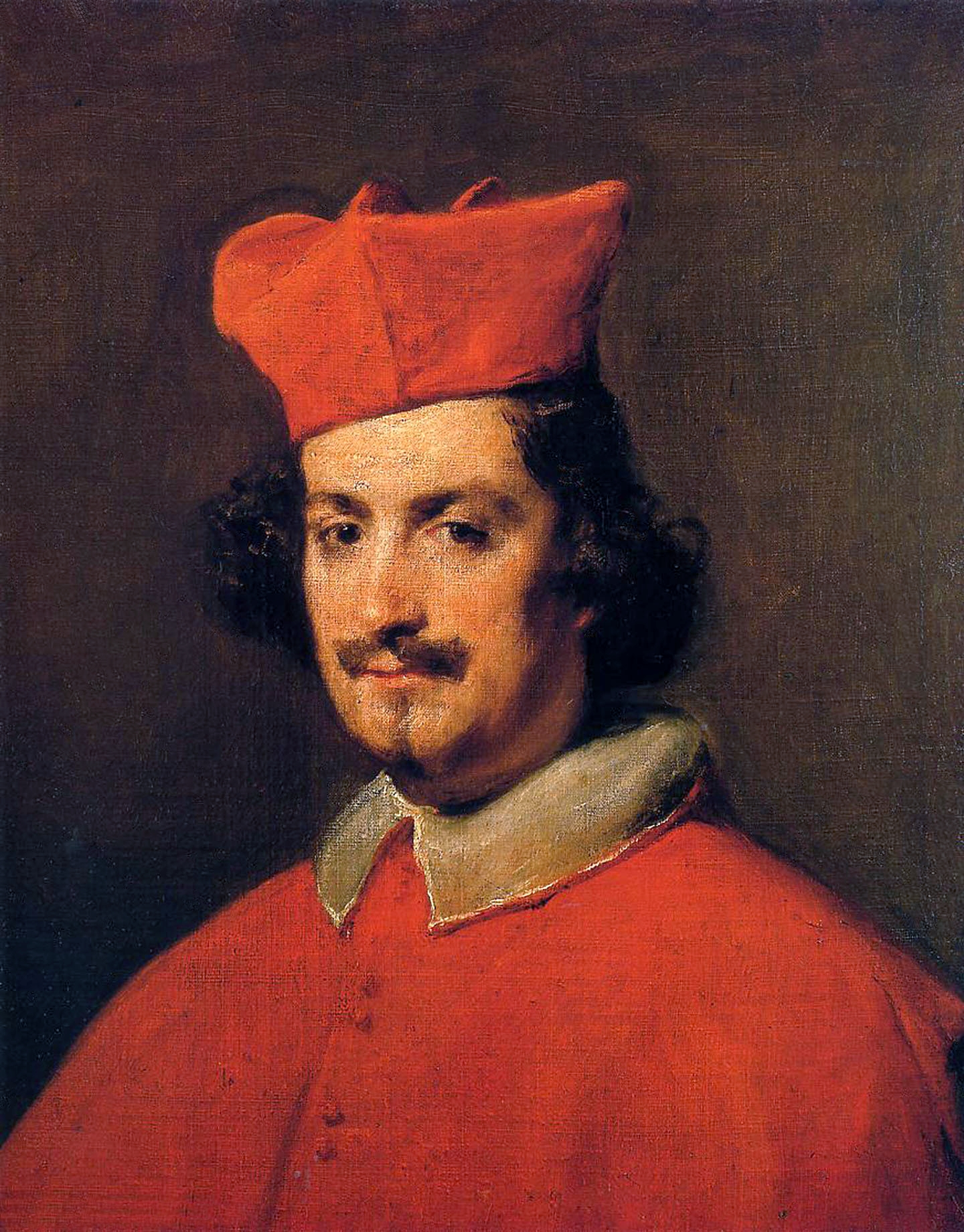
Camillo Astalli, pintado por Velásquez

| Papa                       | Cardeais-sobrinhos                       | Data de elevação                                | Relação                                              | Notas                                       |
| -------------------------- | ---------------------------------------- | ----------------------------------------------- | ---------------------------------------------------- | ------------------------------------------- |
| Paulo V (1605–1621)        | Scipione Borghese Caffarelli†            | 18 de julho de 1605                             | Sobrinho adotado                                     | [ 115 ]                                     |
| Paulo V (1605–1621)        | Giovanni Battista Leni                   | 24 de novembro de 1608                          | Familiar distante                                    | [ 116 ]                                     |
| Paulo V (1605–1621)        | Tiberio Muti                             | 2 de dezembro de 1615                           | Desconhecida                                         | [ 117 ]                                     |
| Gregório XV (1621–1623)    | Ludovico Ludovisi†                       | 15 de fevereiro de 1621                         | Sobrinho                                             | [ 115 ]                                     |
| Gregório XV (1621–1623)    | Francesco Boncompagni                    | 19 de abril de 1621                             | Desconhecida                                         | [ 115 ]                                     |
| Gregório XV (1621–1623)    | Marcantonio Gozzadini                    | 21 de julho de 1621                             | Primo                                                | [ 115 ]                                     |
| Urbano VIII (1623–1644)    | Francesco Barberini†                     | 2 de outubro de 1623                            | Sobrinho                                             | [ 115 ]                                     |
| Urbano VIII (1623–1644)    | Lorenzo Magalotti                        | 7 de outubro de 1624                            | Cunhado                                              | [ 115 ]                                     |
| Urbano VIII (1623–1644)    | Antonio Marcello Barberini               | 7 de outubro de 1624                            | Irmão                                                | [ 115 ]                                     |
| Urbano VIII (1623–1644)    | Antonio Barberini                        | 30 de agosto de 1627                            | Sobrinho                                             | [ 115 ]                                     |
| Urbano VIII (1623–1644)    | Francesco Maria Macchiavelli             | 6 de dezembro de 1641                           | Familiar                                             | [ 118 ]                                     |
| Inocêncio X (1644–1655)    | Camillo Francesco Maria Pamphili†        | 14 de novembro de 1644                          | Filho da cunhada de Inocêncio X, Olimpia Maidalchini | Resignou em 21 de janeiro de 1647           |
| Inocêncio X (1644–1655)    | Francesco Maidalchini†                   | 7 de outubro de 1647                            | Sobrinho de Olimpia Maidalchini                      | [ 119 ]                                     |
| Inocêncio X (1644–1655)    | Camillo Astalli†                         | 19 de setembro de 1650                          | Primo de Olimpia Maidalchini                         | Foi-lhe retirado o título de nipote em 1653 |
| Alexandre VII (1655–1667)  | Flavio Chigi, seniore†                   | 9 de abril de 1657                              | Sobrinho                                             | [ 115 ]                                     |
| Alexandre VII (1655–1667)  | Antonio Bichi                            | 9 de abril de 1657                              | Desconhecido                                         | [ 121 ]                                     |
| Clemente IX (1667–1669)    | Giacomo Rospigliosi†                     | 12 de dezembro de 1667                          | Sobrinho                                             | [ 115 ]                                     |
| Clemente X (1670–1676)     | Paluzzo Paluzzi Altieri degli Albertoni† | 24 de janeiro de 1664 (pelo Papa Alexandre VII) | Adotado quando já era cardeal                        | [ 122 ] [ 123 ] [ 124 ]                     |
| Clemente X (1670–1676)     | Vincenzo Maria Orsini                    | 22 de fevereiro de 1672                         | Familiar                                             | Futuro Papa Bento XIII                      |
| Inocêncio XI (1676–1689)   | Carlo Stefano Anastasio Ciceri           | 2 de setembro de 1686                           | Familiar distante                                    | [ 126 ]                                     |
| Alexandre VIII (1689–1691) | Pietro Ottoboni†                         | 7 de novembro de 1689                           | Sobrinho-neto                                        | [ 127 ]                                     |
| Alexandre VIII (1689–1691) | Giambattista Rubini                      | 13 de fevereiro de 1690                         | sobrinho-neto                                        | [ 115 ]                                     |

## Século XVIII
| Papa                       | Cardeais-sobrinhos        | Data de elevação        | Relação                    | Notas               |
| -------------------------- | ------------------------- | ----------------------- | -------------------------- | ------------------- |
| Clemente XI (1700–1721)    | Annibale Albani           | 23 de dezembro de 1711  | Desconhecida               | [ 128 ]             |
| Clemente XI (1700–1721)    | Fabio Olivieri            | 6 de maio de 1715       | Primo                      | [ 129 ]             |
| Clemente XI (1700–1721)    | Alessandro Albani         | 16 de julho de 1721     | Desconhecida               |                     |
| Inocêncio XIII (1721–1724) | Bernardo Maria Conti      | 16 de junho de 1721     | Irmão                      | [ 130 ]             |
| Clemente XII (1730–1740)   | Neri Maria Corsini        | 14 de agosto de 1730    | Sobrinho                   | [ 131 ]             |
| Clemente XII (1730–1740)   | Giovanni Antonio Guadagni | 24 de setembro de 1731  | Sobrinho                   | [ 132 ]             |
| Clemente XIII (1758–1769)  | Carlo Rezzonico           | 11 de setembro de 1758  | Desconhecida               | [ 133 ]             |
| Pio VI (1775–1799)         | Giovanni Carlo Bandi      | 29 de maio de 1775      | Tio                        | [ 131 ]             |
| Pio VI (1775–1799)         | Barnaba Chiaramonti       | 14 de fevereiro de 1785 | Familiar pelo lado materno | Futuro Papa Pio VII |
| Pio VI (1775–1799)         | Romoaldo Braschi-Onesti   | 18 de dezembro de 1786  | Desconhecida               | [ 135 ]             |

## Século XIX
| Papa                  | Cardeais-sobrinhos   | Data de elevação   | Relação | Notas   |
| --------------------- | -------------------- | ------------------ | ------- | ------- |
| Leão XIII (1878–1903) | Giuseppe Pecci, S.J. | 12 de maio de 1879 | Irmão   | [ 136 ] |